# Сферично изкривяване
Сферичното изкривяване, или сферична аберация е неспособността на окото да фокусира едновременно светлинните лъчи, които минават през центъра и периферията на зеницата. То може да не засегне остротата на зрението, но влияе върху качеството му. То е естествено явление на окото (вродено), но може също да бъде предизвикано от недобра корекция при носене на контактни лещи или очила (изкуствено причинено). Деветдесет процента от всички хора имат сферично изкривяване, дори и тези с острота на зрението 20/20.